# Adán Balbín
Adán Adolfo Balbín Silva, né le 13 octobre 1986 à Huaral au Pérou, est un footballeur international péruvien qui évolue au poste de milieu défensif et défenseur.

## Biographie

### Joueur en club
Adán Balbín fait ses débuts en 2005 dans le club de sa ville natale, l'Unión Huaral, avant de passer en 2007 au Coronel Bolognesi où il remporte le tournoi de clôture du championnat 2007. En 2009, il signe à l'Universidad San Martín de Porres où il est sacré champion du Pérou l'année suivante.
Il a l'occasion d'être sacré une deuxième fois, cette fois-ci au sein du Sporting Cristal, lorsqu'il remporte le championnat en 2014. Après une pige à l'Unión Comercio en 2015, il s'engage en 2016 pour l'Universitario de Deportes et remporte le tournoi d'ouverture du championnat 2016. Entre 2019 et 2021, il s'engage successivement au Real Garcilaso, Sport Boys et Alianza Atlético. À partir de 2022, il poursuit sa carrière dans des clubs de 2e division péruvienne dont l'Alfonso Ugarte, le Comerciantes Unidos et le Juan Aurich.
Au cours de sa carrière, il compte 18 matchs de Copa Libertadores et six matchs de Copa Sudamericana sans marquer de but dans les deux compétitions.

### Joueur en sélection
International péruvien à 15 reprises depuis 2010, Adán Balbín dispute deux Copa América en 2011 puis en 2016. Il n'a plus été convoqué en équipe nationale depuis ce dernier tournoi.

## Palmarès
| Universidad San Martín de Porres - Championnat du Pérou (1) : - Champion : 2010. |  | Sporting Cristal - Championnat du Pérou (1) : - Champion : 2014. |